# Hail! Hail! Rock 'n' Roll
Pour plus de détails, voir Fiche technique et Distribution.
Hail! Hail! Rock 'n' Roll est un documentaire réalisé en 1987 par Taylor Hackford, qui rassemble deux performances scéniques de Chuck Berry ayant eu lieu en 1986 pour les 60 ans de l'artiste, sous la houlette de Keith Richards.
Une bande originale fut publiée en octobre 1987 sur le label MCA.
Hackford a filmé deux concerts de Chuck Berry le même jour au Fox Theatre de Saint Louis, le 16 octobre 1986.
Parmi les artistes qui entourent Chuck Berry et Keith Richards jouant sur scène pendant les concerts se trouvent également : Linda Ronstadt, Eric Clapton, Robert Cray, Etta James, Julian Lennon, les pianistes Johnnie Johnson et Chuck Leavell, le batteur Steve Jordan, le saxophoniste Bobby Keys, et à la basse,  Joey Spampinato (en), musicien, chanteur et auteur de chansons américain. 
Dans le documentaire, Chuck Berry parle de sa carrière de musicien et de sa vie.
En plus de Keith Richards et d'Eric Clapton, de son pianiste historique Johnnie Johnson et certains membres de la famille Berry, d'autres artistes apparaissent dans le film pour parler de leur célèbre mentor : Phil Everly, Don Everly, Little Richard, Bo Diddley, Jerry Lee Lewis, Bruce Springsteen, Roy Orbison, Willie Dixon et  John Lennon (document d'archives).